# Bíbor (heraldika)
Névváltozatok:
bíborszín, bíborvörös, bíborpiros, tyrosi/türoszi bíbor, római bíbor, antikbíbor, görögbíbor, bizánci bíbor, császárbíbor, királybíbor, királyszín, bársonyszín, bársony festék, császárvörös, csigavérszín, újveres
bíborszínű (Nagy Iván X. 456.), bíborpiros (Biblia, Mózes II. 26:31.), ciklámenszínű, bissus: bíbor (1395 k. Beszt. szój. 694., TESz I. 295.), kirali bíbor: sicut purpura regis (Döbrentey kódex 1508. 481., kiadása: Nyelvemléktár XII. 481.; NySz I. 228.), barson (1395 k. Beszt. szój., TESz I. 254.), bársony (Fényes I. 175.), bársony festék: purpurissum, purpursfarbe, purpurisso (NySz I. 835.), violaszín festő: violarius (C.; NySz I. 836), violaszínű (Bertényi új m. 46.; Apor Péter 103.), ibolyaszín (Nagy Iván IX. 507.), halvány rózsaszín (Nagy Iván X. 181.), lila színű, ibolyaszín (Mika, 1893.), lila, violaszínű (Új Idők lexikona X. 2556.), királyszénő (<1642> Esterházy P. Harm. cael. 1. könyv, 47.), király színű (Podhradczky József: Szent László királynak és viselt dolgainak históriája. Buda, 1836. II. [Szent László király tetemeinek históriája] 66.), hu la: purpur (TESz I. 254.)
fr: pourpre, r. fr: porprin, en: purpure, r. en: plumby, porprin, de: Purpur, cs: purpur, šarlat, la: purpureus

Rövidítések
A bíbor a kiegészítő színek közé tartozó heraldikai színezék. Skarlátvörös vagy vöröseslila szín, melyet az ókortól különféle földközi-tengeri puhatestűekből nyertek (Murex brandaris, M. truncatus, Purpura zapillus és P. aperta).
A lila színt (la: purpura) a Murex nemzetségbeli bíborcsigák testéből nyerték ki. Híres volt a föníciai Türosz városában előállított festék. A színe az előállítás módjától függően különféle árnyalatú lehetett, de vérvörösként írták le. Ez volt az ókorban egyedül ismert gyorsfestési módszer, melynél a tógát akárhányszor ki lehetett mosni anélkül, hogy a színe kifakult volna. Plinius leírása ellenére nem teljesen világos, hogyan készítették. Több bíborfajtát a császári családnak és a főhivatalnokoknak tartottak fenn. Amikor a 7. században Tyrt az arabok foglalták el, a gyártás Bizáncban folytatódott, ahonnan az uralkodói udvarokat és az egyházat festett selyem és gyapjúkelmékkel látták el. Konstantinápoly 1453-as eleste után ez megszűnt és 1456-ban a pápa elrendelte a helyettesítését a bíbortetűvel a bíborosok és érsekek ruházatának elkészítésénél. Úgy tűnik, hogy a bíbor jelentése ekkoriban változott kárminvörös árnyalatú színről vérvörös árnyalattá, míg a modern bíbor a vörös és a kék keveréke.

## A bíbor a heraldikában

Ritka volt a középkori címertanban, de egyes korabeli heraldikai írók nem tettek különbséget a bíbor és a vörös között. Egyesek még azt is vitatták, hogy egyáltalán valódi színről van-e szó, noha már a 13. századi francia és angol címerkönyvekben is megjelent. Általában a koronák és sisakok béléseinél, címersátornál, illetve a címerpalástnál a használják. A  német heraldikában a címersátor neve néha bíborbaldachin (de: Purpurbaldachin).
A címertanban a bíbor különféle árnyalatai használatosak. A 15. század elejéig a szürke és a barna közt elhelyezkedő szürkésbarna árnyalatként írták le. A későbbi heraldikusok úgy vélték, hogy ez az árnyalat az eredeti szín kifakulásának az eredménye a címeresleveleken, de különféle 15. századi traktátusok világossá teszik, hogy a bíbort a négy másik szín (vörös, kék, zöld, fekete) egyenlő arányú keverékének tartották. A 16. században az ókori kultúra terjedésével már a római bíborra gondoltak a szó említésekor. Virgil Solis heraldikai művének betűjelölési táblázatában (Wappenbüchlein, 1555. [51. l.]) a latin Purpureus német megfelelője még braun, azaz a barna. Charles Segoing félig vörösnek, félig kéknek nevezi, azaz átmenetnek a vörös és a kék között. (Armorial universel, contenant les armes des principales maisons, estatz et dignitez des plus considé. Paris, 1660. 2. l.)
A német heraldikában a Purpur kárminvörös árnyalat, a cseh heraldikában vöröseslila, míg máshol inkább lilás színt értenek rajta. Ismert a püspöklila (la: purpura, en: Imperial Purple) címertani alkalmazása, sőt használatos az indigóba átmenő változata is. León címerének bíbor mezője (legalább 1245-től) inkább szürkés árnyalat. A nemheraldikus színek közé tartozó árnyalatok, mint a bíborkarmazsin, sötétbíbor (en: Murrey), bíborvörös (la: amaranth), karmazsinvörös, stb. a bíbor egy-egy változatának tekinthető.
A magyar heraldikában ritka a bíbor mező vagy címerábra. Hevenesi szerint bíbor volt az Apor család és Nagy Iván szerint a Csekonics család címerének mezője; bíbor mezű a Joseph család címerében az egyik levágott kar; a Török család sisakdíszén az egyik szarv bíborral és ezüsttel vágott és jobbról "ezüst-bíbor" színű a boosfalvi Horváth család sisaktakarója. Meskó József 1804-es bárói diplomája szerint a négyelt pajzs 2. és 3. mezője bíbor színű, de a gyakorlatban vöröset használtak.
| Bis ('barna, sötét', fr: bisque)          | Gris ('vas', 'szürke', fr: fer)         | Brun ('vörösesbarna', fr: rouge-brun)    |
| Világosbíbor (de: Helles Purpur, Magenta) | Középbíbor (de: Mittleres Purpur, Lila) | Sötétbíbor (de: Dunkles Purpur, Violett) |
| Tyrosi bíbor (en: Tyrian Purple)          | Püspöklila (en: Royal Purple)           | Indigó (en: Indigo)                      |

## A bíbor szimbolikája
A holt heraldika korában különféle jelentéstartalmakat igyekeztek a bíborhoz kapcsolni. A színek között az egyik legelőkelőbb volt. Prinsaultnál a bőség, jólét, bölcsesség jelképe. A bíbort összetett színnek, nem alapszínnek (egyszerű színnek) nevezte, ami összhangban volt a bíbor középkori értelmezésével. A Spener által említett Heraldus Britannus nevű középkori herold az oiscy elnevezést használta a bíborra. A bíbort a régi heraldikában az ametiszttel is jelölték.

## Előállítása
Az ókorban a tüskés bíborcsiga (Murex brandaris) mirigyének váladékából állították elő. A régi monda szerint a tengerparton egy kutya beleharapott egy csigába és a pofája piros lett. Egy föníciai pásztorlány, aki ezt látta egy darab szövetet is belemártott a festékbe és az is beszíneződött. Kr. e. 1100-ban a föníciai Tyros városában valóban virágzásnak indult a bíbor előállítása, melynek kereskedelméből nagy hasznot húztak. Az újabb leletek alapján azonban az előállítását már Kr. e. 1400-ban is ismerték a föníciai Sarepta városában.
Az idősebb Plinius szerint nagy fém- (valószínűleg ón-) kádakban tíz napig hevítették, és a kivonathoz sót adtak. A színárnyalatot vizelet hozzáadásával lehetett változtatni. Egyetlen gramm festékhez 12 ezer csigára volt szükség. Drágasága és színe miatt a méltóság és a tekintély jelképe lett, ezért az uralkodók sajátították ki maguknak és csak a legelőkelőbb személyek és hivatalnokok kiváltsága volt a bíborszínű ruházat viselése. A császároknak, királyoknak, az egyházban a pápáknak (cappa, camaura, manlila), elsősorban azonban a bíborosoknak volt fenntartva.
A tudósok Plinius leírása alapján megpróbálták rekonstruálni az előállítását és úgy találták, hogy a folyamat akkor lesz sikeres, ha hamuzsírt (kálium-karbonát) adnak hozzá kb. 12-es pH értéken. (A legjobb eredményt nátrium-hidroxid hozzáadása és a 14-es pH-érték elérése adta, de erre az ókori kézművesek nem voltak képesek.)
Gyártását titokban tartották és a Római Birodalom bukása után ez feledésbe merült, majd a 15. században kezdték újra előállítani. Újrafelfedezéséről William Cole 1685-ös cikkéből értesülünk, mely a Brit Királyi Társaság folyóiratában jelent meg. Cole egy olyan ír férfi után kutatott, aki állítólag finom skarlátszínű anyaggal festette a szöveteket. Leírta a munkafolyamatot is, mely szerint az elkészített oldatba mártották, majd a napon szárították meg. A fény hatására színük a sárgástól a sötétzöldig, zöldeskékig, kékig, vörösig és sötétvörösig változott.
A festék kémiai összetételét csak 1909-1912-ben sikerült megfejteni Paul Friedlander, német kémikusnak, aki megállapította, hogy a bíbor az indigó brómderivátuma. A lelőhely és a csigafajok szerint három fő bíborfajta létezett: vörös (afrikai mediterráneum), lila (Itália) és csaknem fekete (Atlanti-óceán). Ezenkívül hét árnyalata van: világosvörös, ametiszt, lila, skarlát, vérvörös, kékes és feketés, mely a legszebb volt, mert a napfény beesési szögétől függően a kéktől a lilán át a vörös árnyalatáig változott.

## A szó etimológiája
A bíbor ősidőktől fogva létezett, de soha nem volt olyan gyakori heraldikai szín, mint a többi.
A szó valószínűleg a latin purpura 'bíborcsiga, bíbor(szín), bíborszínű kelme', görög πορφύρα (ugyanaz) szóból ered, ami az előállításának módjára utal.
Az 1260-70-es évekig a francia purpure eredeti neve bis, néha gris vagy brun, azaz egy szürkésbarna árnyalatú szín volt. A bis kifejezés akkor tűnt el, amikor a purpure jobban elterjedt és annak helyébe lépett. A középkori franciában a pourpre vagy porpre kelmefajta volt, nem szín. A kelmét különféle színűre festették, és a heraldikán kívüli középkori források és irodalmi művek említik a "porpre vermeille" (vörösbíbor), "porpre noire" (sötétbíbor), "porpre verte" (bíborzöld), "un vert mantel porprin" (zöldkármin palást), " pourpre sanguine" (vérvörös karmazsin), "écarlate blanches"  (fehér karmazsin) stb. kifejezéseket. Idővel a bis és a porpre szinonímák lettek és végül a porpre vagy purpure a bis helyébe lépett. A porpre bise és változatai előfordulnak különféle középkori irodalmi művekben is: Sándor-regény (Roman d'Alexandre), A rózsa regénye (Le roman de la rose) Chrétien de Troyes: Le Conte du Graal (Perceval), Tristan (Béroul), stb.
A bis árnyalatai
| Bis (világos) | Bis (közép) | Bis (sötét) | Bis (szürkés) |